# Astragalus coluteocarpus
Astragalus coluteocarpus är en ärtväxtart som beskrevs av Pierre Edmond Boissier. Astragalus coluteocarpus ingår i släktet vedlar, och familjen ärtväxter.

## Underarter
Arten delas in i följande underarter:
- A. c. chitralensis
- A. c. coluteocarpus